# ퟗ
ퟗ(표준어: 쌍리을키읔)은 한글 낱자 ㄹ, ㄹ, ㅋ을 겹쳐 놓은 것이다. 이 낱자는 《선문통해》(이필수, 1922)에 나온 적이 있으나, 그 음가는 알려지지 않았다. 종성에만 쓰이고 초성에는 쓰이지 않았다.

## 코드 값
| 종류                  | 종류           | 글자   | 유니코드 | HTML     |
| --------------------- | -------------- | ------ | -------- | -------- |
| 한글 호환 자모        | 한글 호환 자모 | (없음) | (없음)   | (없음)   |
| 한글 자모 영역        | 첫소리         | (없음) | (없음)   | (없음)   |
| 한글 자모 영역        | 끝소리         | ᅟᅠퟗ     | U+D7D7   | &#55255; |
| 한양 사용자 정의 영역 | 첫소리         | (없음) | (없음)   | (없음)   |
| 한양 사용자 정의 영역 | 끝소리         |     | U+F894   | &#63636; |
| 반각                  | 반각           | (없음) | (없음)   | (없음)   |

## 기타
한/글에서는 이 낱자를 종성으로 치면 보이지 않는 오류가 있었으나 한/글 2010부터는 제대로 보인다.